# Wapen van Bolivia
Het wapen van Bolivia toont een schild, omringd door Boliviaanse vlaggen, musketten, lauriertakken en 'gekroond' door een Andescondor.
Het centrale schild heeft een blauwe rand met daarin de staatsnaam Bolivia en tien gele sterren die verwijzen naar de negen departementen van Bolivia plus de provincie Litoral die in 1879 aan Chili moest worden afgestaan. Het schild toont de zilvermijn van Potosí, die Bolivia ooit grote rijkdom bracht, voor een opkomende zon. Verder staat er een alpaca bij wat graan en een boom op een grasvlakte die contrasteert met de berg; dit contrast symboliseert de geografische verscheidenheid van Bolivia. De alpaca is het nationale dier van Bolivia en het graan en de boom symboliseren de natuurlijke hulpbronnen.
Aan elke zijde van het schild staan drie Boliviaanse vlaggen. Hierachter staan paren gekruiste musketten als verwijzing naar de onafhankelijkheidsstrijd. Ook worden een bijl en een frygische muts (een vrijheidssymbool) afgebeeld. De lauriertakken symboliseren vrede en de condor vertegenwoordigt de wil van de Bolivianen om hun onafhankelijkheid te verdedigen.
In sommige versies van het wapen worden kanonnen weergegeven. Soms wordt het tafereel in het schild ook in natuurlijke kleuren getekend.